# オキナワ マリオット リゾート&スパ
オキナワ マリオット リゾート&スパ（Okinawa Marriott Resort & Spa）は、沖縄県名護市にあるリゾートホテル。マリオット・インターナショナルの1つである。運営はソラーレ ホテルズ アンド リゾーツ子会社のラグーンリゾート名護。

## 特徴
2005年4月1日、「マリオット」ブランドの日本初リゾートホテルとして開業。
このホテルは、かりゆしグループが建設した。有力世界チェーンを誘致しようと考え、4ブランドの候補のうち、オープン直前にマリオットブランドの誘致を決定。開業当初は「沖縄マリオットリゾートかりゆしビーチ」の名称だった。しかし、沖縄観光のレベルの底上げをねらい客室設計と料金を設定したが、3か月経過した時点で、既に需要と価格とのギャップが発生してしまった。そこで、マリオット売却に早期に着手。従業員の処遇、マリオットブランドの継承、かりゆしグループとの業務提携の維持、ホテル価格の維持の4つの条件を満たす先を捜した。国内1件、外資3件の4つのファンドから申し入れがあったが、11月末にローンスターと基本合意。2006年3月29日にクロージング、売買成立となり、現名称および現体制となった。
エグゼクティブフロア、スイートルーム53室を含む全361室は東シナ海を見下ろすオーシャンビュー。ビデオ・オン・デマンド、LAN対応の高速インターネット環境を整備。9つのレストラン&バー、スパ、フィットネスセンター、ガーデンプール、大小4つの宴会場、エステサロン、ネイルサロン、コンシェルジュデスク、ビジネスセンター、セレクトショップなどを完備している。

## 客室
- 14階 - 15階　エグゼクティブフロアー
- 9階 - 13階　ハイフロアー
- 5階 - 8階　スーペリアフロアー
- スイートルーム
- ユニバーサルルーム

## 設備
- 琉紅華　沖縄料理・日本料理・寿司
- オールスターブッフェ　西洋料理
- 琉華邦　中国料理
- 琉仙　焼肉
- ハウディ　バーベキューテラス
- 海音　ロビーラウンジ
- クレセントムーン　プールバー（季節営業）
- ギャリオン　バー （現在閉鎖）

ほか

## アクセス
路線バス
- 那覇空港より120番・名護西空港線乗車、喜瀬バス停下車。

リムジンバス
- 那覇空港から空港リムジンバス芭蕉号、月桃号、エアポートライナーDエリアに乗車、 オキナワマリオットリゾート&スパバス停下車。